# Acrocinus longimanus
Acrocinus longimanus är en skalbaggsart som först beskrevs av Carl von Linné 1758. Acrocinus longimanus ingår i släktet Acrocinus och familjen långhorningar.
Artens utbredningsområde är:
- Belize.
- Costa Rica.
- El Salvador.
- Guatemala.
- Guyana.
- Honduras.
- Nicaragua.
- Panama.
- Paraguay.
- Surinam.
- Venezuela.

Inga underarter finns listade i Catalogue of Life.

## Bildgalleri

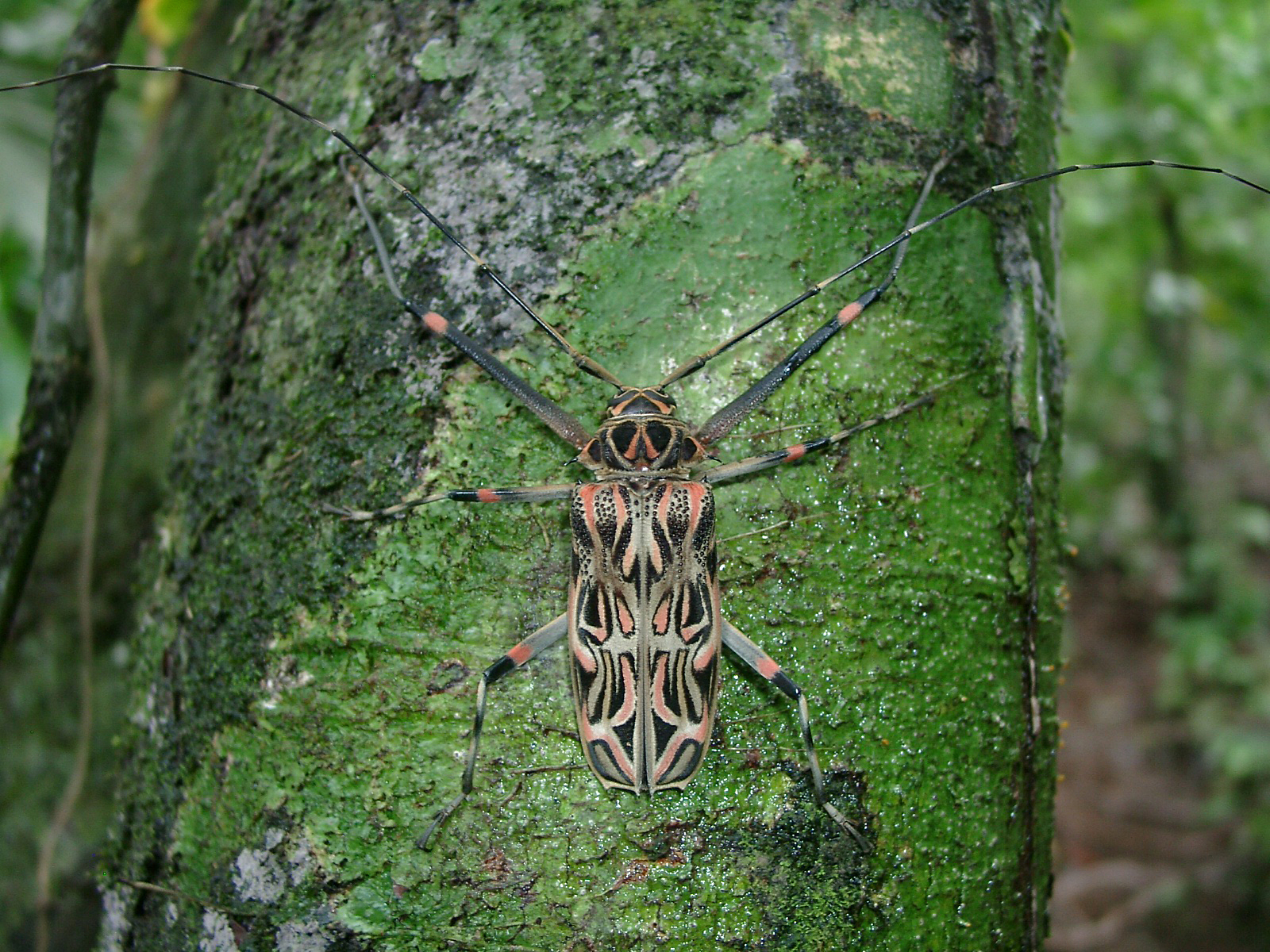